# 希臘網球錦標賽
希臘錦標賽（Hellenic Championship）是2025年11月開始在希腊雅典舉辦的男子職業網球賽事，取代贝尔格莱德网球公开赛。賽事級別為ATP250巡回赛，比賽地點位於曾舉行2004年雅典奧運的OAKA籃球體育館的室內硬地球場。

## 歷屆冠軍

### 單打
| 年   | 冠軍 | 亞軍 | 比分 |
| ---- | ---- | ---- | ---- |
| 2025 |      |      |      |

### 雙打
| 年   | 冠軍 | 亞軍 | 比分 |
| ---- | ---- | ---- | ---- |
| 2025 |      |      |      |

## 外部連結
- ATP賽事頁面